# 普吕圣雷米
普吕圣雷米（法語：Pouru-Saint-Remy，法語發音：[puʁy sɛ̃ ʁemi]）是法国大東部大區阿登省的一个市镇，属于色当区。

## 地理
普吕圣雷米（49°40'45"N, 5°5'1"E）面积10.19 平方千米，位于法国大東部大區阿登省，该省份为法国北部内陆省份，西接埃纳省，南至马恩省，东临默兹省，北与比利时接壤。
与普吕圣雷米接壤的市镇（或旧市镇、城区）包括：布雷维利、埃斯孔布尔和勒谢努瓦、弗朗舍瓦勒、普吕欧布瓦、萨希、泰泰涅、杜济。
普吕圣雷米的时区为UTC+01:00、UTC+02:00（夏令时）。

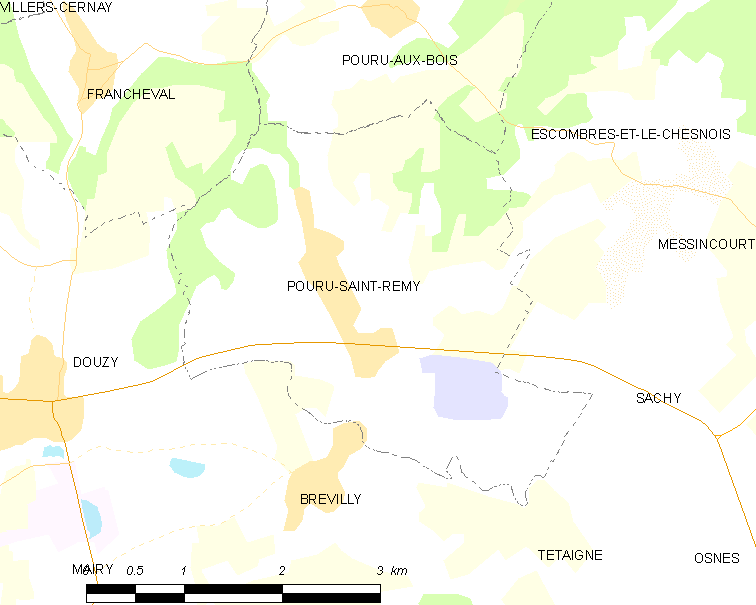
普吕圣雷米的OSM定位图

## 行政
普吕圣雷米的邮政编码为08140，INSEE市镇编码为08343。

## 政治
普吕圣雷米所属的省级选区为色当第三县。

## 人口

1962-2008年间普吕圣雷米人口变化图示

普吕圣雷米于2022年1月1日时的人口数量为1129人。